# Каверо, Луи-Мари
Луи-Мари-Жозеф-Эзеб Каверо (фр. Louis-Marie-Joseph-Eusèbe Caverot; 26 мая 1806, Жуанвиль, королевство Франция — 23 января 1887, Лион, Франция) — французский кардинал. Епископ Сен-Дье с 20 апреля 1849 по 26 июля 1876. Архиепископ Лиона с 26 июля 1876 по 23 января 1887. Кардинал-священник с 12 марта 1877, с титулом церкви Сан-Сильвестро-ин-Капите с 25 июня 1877 по 24 марта 1884. Кардинал-священник с титулом церкви Сантиссима-Тринита-аль-Монте-Пинчо с 24 марта 1884.